# 波氏深水鰨
波氏深水鰨（学名：Bathysolea polli）為輻鰭魚綱鰈形目鰨亞目鰨科的其中一種，為深海魚類，分布於東大西洋塞內加爾至安哥拉海域，棲息深度380-420公尺，全身為深褐色，背鰭軟條72-82枚;臀鰭軟條59-66枚，體長可達25公分，棲息在大陸坡底層水域，生活習性不明。